# Peter Naur
Peter Naur (25 ottobre 1928 – 3 gennaio 2016) è stato un informatico danese e vincitore del Premio Turing, uno dei pionieri dell'informatica.
Il suo cognome è "N" nella notazione BNF (modulo Backus-Naur), usato nella descrizione della sintassi per la maggior parte dei linguaggi di programmazione. Ha contribuito alla creazione del linguaggio di programmazione ALGOL 60.
Ha iniziato la sua carriera come astronomo per il quale ha conseguito il dottorato di ricerca nel 1957, ma il suo incontro con i computer ha portato a un cambio di professione. Dal 1959 al 1969 è stato impiegato presso Regnecentralen, la società informatica danese, mentre allo stesso tempo teneva lezioni nell'istituto Niels Bohr e all'Università tecnica della Danimarca. Dal 1969 al 1998, Naur è stato professore di informatica presso l'Università di Copenaghen.
Naur era sposato con l'informatica Christiane Floyd.
A Naur non piaceva il termine "informatica" e suggeriva di chiamarlo "datalogy" o "data science". Il termine precedente è stato adottato in Danimarca e in Svezia come "datalogi", mentre l'ultimo termine è ora utilizzato per l'analisi dei dati.
Naur ha vinto nel 2005 il Premio Turing per il suo lavoro sulla definizione del linguaggio di programmazione ALGOL 60. In particolare, è stato riconosciuto il suo ruolo di redattore dell'influente Rapporto sul Linguaggio Algoritmico ALGOL 60 con il suo uso pionieristico di BNF. Naur è l'unico danese ad aver vinto il premio Turing.
Naur è morto il 3 gennaio 2016 a causa di una breve malattia.